# Apt.
«Apt.» — сингл новозеландско-южнокорейской певицы Розэ (участницы южнокорейской гёрл-группы Blackpink) и американского певца Бруно Марса, выпущенный лейблами The Black Label и Atlantic Records 18 октября 2024 года в качестве ведущего сингла из дебютного студийного альбома певицы Rosie. Это первый сольный сингл Розэ за три года и её первый релиз после ухода из лейблов YG Entertainment и Interscope Records в качестве сольного исполнителя в 2023 году.
Критики высоко оценили песню «Apt.» за её запоминающееся исполнение, широкую межкультурную привлекательность и роль в продвижении корейской культуры по всему миру. Песня имела коммерческий успех и 12 недель продержалась на вершине чарта Billboard Global 200 и 19 недель на № 1 в Global Excl. US, став вторым синглом номер один Розэ и Марса и самой долго находящейся на первом месте в 2024 году. В Южной Корее песня занимала первое место в цифровом чарте Circle в течение десяти недель. «Apt.» стала первой песней солистки K-pop, возглавившей австралийский чарт ARIA Singles Chart, и первой западной песней, возглавившей Billboard Japan Hot 100 более чем за десять лет. Песня также возглавила чарты в более чем 50 других странах, включая Австрию, Германию, Индонезию, Канаду, Новую Зеландию, США, Филиппины, Швецию и Швейцарию. Она вошла в пятёрку лучших в британском UK Singles Chart, став первой песней солистки К-поп, которой удалось это сделать в США и Великобритании. «Apt.» стал 17-м самым продаваемым синглом 2024 года всего за 2 месяца отслеживания, собрав 1 миллиард подписных потоков по всему миру, согласно данным Международной федерации производителей фонограмм (IFPI).

## Предыстория
16 августа 2024 года Розэ была замечена на концерте Марса в Лос-Анджелесе, а позже в том же месяце поделилась фотографией, на которой она одета в футболку с Марсом. Два месяца спустя, 16 октября, Розэ опубликовала полароидную фотографию, на которой она сидит рядом с Марсом и учит его корейской игре с напитками, согласно подписи. Марс также рассказал, что певица якобы пыталась поцеловать его той ночью, рекламируя возможный предстоящий релиз.
17 октября Розэ объявила о выходе сингла в своих социальных сетях, всего за день до релиза. Вместе с анонсом была представлена сопроводительная иллюстрация: чёрно-белая фотография Марса за барабанной установкой и Розэ, лежащая перед установкой в чёрной кожаной куртке и юбке. Новость о релизе появилась через несколько недель после объявления о предстоящем дебютном студийном альбоме Розэ Rosie, выход которого запланирован на 6 декабря 2024 года.

## Композиция
Композиция «Apt.» содержит интерполяцию хита номер один 1982 года песни «Mickey» американской певицы Тони Бэзил, написанного Майклом Чепменом и Николасом Чинном, поэтому они также включены в список соавторов работы. Песня была описана как поп-панк, характеризующийся «винтажными поп-роковыми риффами», а также звуками инди-рока и электропопа.
Вдохновлённый популярной южнокорейской застольной питейной игрой «Apartment», из которой также происходит название песни, трек использует ритмичный напев игры apateu (кор. 아파트) для создания «игривого» и «затягивающего» припева.
Позже певица «предложила сотрудничество Бруно Марсу» и отправила ему три песни, включая «Apt.». Когда Бруно впервые услышал трек, он спросил, что означает его название, и Розэ «объяснила, что это корейская игра в выпивку». Певица также сказала, что «никогда не думала, что [сотрудничество] произойдёт» и была «очень взволнована» работой с Бруно.

## Отзывы критиков
| Оценки критиков | Оценки критиков |
| Источник        | Оценка          |
| --------------- | --------------- |
| IZM             | [ 13 ]          |
| NME             | [ 11 ]          |

Песня «Apt.» получила широкое признание музыкальных критиков и поклонников. Она была включена в многочисленные списки критиков по итогам года. Признанный культурным феноменом, трек был признан Forbes самой известной к-поп песней 2024 года.
Риан Дейли из New Musical Express поставила «Apt.» пять баллов из пяти и отметила, что «По правде говоря, Розэ ещё никогда не звучала так хорошо, как здесь. В её голосе чувствуется сила и уверенность, намного превосходящие её прошлые выступления, а винтажные поп-роковые риффы и настрой — в которых перекликаются элементы Тони Бэзил, Blondie и Джоан Джетт — как нельзя лучше подходят ей как артистке. Захватывающий, кокетливый и очень весёлый, „APT.“ — идеальное вступление к новой главе творчества Розэ». Ирен Ким из Vogue высоко оценила вокальную гармонию между Розэ и Марсом и назвала песню «поп-панк-радостью, заставляющую фанатов скандировать вместе с ней». Paper включил «Apt.» в свой еженедельный обзор новых песен, которые стоит послушать, назвав её «нахальным, зажигательным поп-рок треком […], сопровождающим неудержимо весёлым видео в стиле The Ting Tings». Billboard также включил песню в свой еженедельный список «Обязательно к прослушиванию» и положительно описал её как «изящный поп-номер, полный припевов, которым хочется прихлопывать в ладони».
Музыкальный критик Чон Вонсок отметил, что сама песня не кажется «свежей», поскольку напоминает такие треки, как «Mickey» певицы Тони Бэзил и «That’s Not My Name» группы The Ting Tings. Тем не менее, он похвалил песню за то, что она представляет новый стиль, редко встречающийся в К-попе, назвав её «хорошо сделанной поп-песней», которая стоит особняком от обычных англоязычных поп-хитов. Музыкальный критик Лим Джин-мо похвалил песню за её притягивающее качество, ключевой элемент поп-музыки, и отметил, как песня сочетает забавные аспекты корейской культуры с глобальной привлекательностью Бруно Марса. Он описал её как успешный «glocal fusion» («глокальный фьюжн») — слово, объединяющее мировые и локальные влияния.
Критик Чон Докхён отметил, что на международном уровне K-pop считается лидером субкультуры, а не мейнстрима, и похвалил песню «Apt» за стратегическое использование корейских элементов, таких как повторяющееся слово «apartment» («квартира») и сцена в клипе, где Бруно Марс размахивает южнокорейским флагом Taegeukgi, что резонирует с чувством победы «чувства меньшинства» у поклонников К-попа. Японский автор и бывший профессор Токийского университета иностранных языков Хидеки Нома подчеркнул уникальную привлекательность песни, назвав её «победой многоязычия» за смешение английского и корейского, западной поп-музыки и корейских игровых слоганов. В интервью газете The Hankook Ilbo он отметил, что песня усиливает языковую привлекательность за счёт смешения английского и корейского языков, не полагаясь на традиционные сюжеты. Он также отметил, что повторяющиеся корейские придыхательные звуки «ㅍ» и «ㅌ» придают ритм и очарование слову «квартира», позволяя не говорящим по-корейски оценить его звучание, «оставляя при этом значение слова немного загадочным».
На YTN Критик поп-музыки Ли Дэхва похвалил запоминающийся хук, сравнив его с такими захватывающими «песнями-хуками» прошлого, как «Crazy» певицы Сон Дам Би и «Gee» (2009) группы Girls’ Generation. Он подчеркнул, что короткие, повторяющиеся хуки очень важны в популярной музыке, особенно в танцевальных композициях. Легко узнаваемые элементы песни и включение в клип корейской питейной игры вызвали международный интерес к корейской культуре. Дэ Хва также сравнил «Apt.» с песней Psy «Gangnam Style» (2012), отметив, что хотя обе песни используют культурные элементы для вирусной привлекательности, «Apt.» выделяется своей запоминающейся мелодией и современной актуальностью.
Несмотря на огромную популярность, песня также подверглась критике со стороны поклонников из-за обвинений в плагиате. Критики утверждали, что элементы песни имеют сходство с существующими произведениями, что заставило некоторых усомниться в оригинальности трека. Однако многие поклонники решительно выступили в защиту Розэ и Марса, заявив, что обвинения беспочвенны. Сторонники подчеркнули, что музыкальные влияния являются обычным явлением в индустрии и что сходство не равно плагиату.
Кроме того, песня подверглась критике со стороны правительства Малайзии. 28 октября правительственные чиновники назвали трек пропагандирующим «вредные западные ценности», ссылаясь на озабоченность по поводу его лирического содержания и визуальных элементов. Правительство подчеркнуло, что песня может негативно повлиять на культурные и моральные ценности страны, особенно среди молодой аудитории. Этот вопрос вызвал дебаты среди поклонников и критиков по поводу свободы творчества и культурных ценностей на различных мировых рынках.

### Итоговые списки
Rolling Stone назвал трек 21-й лучшей песней 2024 года, заявив, что песня как «оружейный гимн, в котором приятель Розэ по лейблу Бруно Марс вплёл немного душевной тоски, в то время как слащавый панк-поп-бит поддерживает бешеный темп».
| Публикация    | Список                                                                                  | Место  | Ссылки |
| ------------- | --------------------------------------------------------------------------------------- | ------ | ------ |
| Billboard     | Staff List: The 100 Best Songs of 2024                                                  | 56     | [ 25 ] |
| Consequence   | 200 Best Songs of 2024                                                                  | 166    | [ 26 ] |
| Dazed         | The 50 best K-pop tracks of 2024                                                        | н/д    | [ 27 ] |
| NME           | The 50 best songs of 2024                                                               | 14     | [ 28 ] |
| NME           | The 25 best K-pop songs of 2024                                                         | 2      | [ 29 ] |
| Paste         | The 100 Best Songs of 2024                                                              | 87     | [ 30 ] |
| Paste         | The 20 Best K-Pop Songs of 2024                                                         | 3      | [ 31 ] |
| Rolling Stone | Rob Sheffield’s Top 25 Songs of 2024                                                    | 23     | [ 32 ] |
| Rolling Stone | The 100 Best Songs of 2024                                                              | 21     | [ 33 ] |
| Stereogum     | The Top 40 Pop Songs Of 2024                                                            | 35     | [ 34 ] |
| Teen Vogue    | The Best K-pop Songs of 2024, According to K-pop Songwriters                            | н/д    | [ 35 ] |
| Uproxx        | The Best Songs Of 2024                                                                  | Placed | [ 36 ] |
| USA Today     | 10 best songs of 2024: Kendrick Lamar, Taylor Swift, Beyonce deliver a spectacular year | 9      | [ 37 ] |

## Награды и номинации
Розэ и Бруно получили награду Global Sensation на церемонии 2024 MAMA Awards.
| Организация                  | Год  | Категория                                              | Результат | Ссылка        |
| ---------------------------- | ---- | ------------------------------------------------------ | --------- | ------------- |
| American Music Awards        | 2025 | Collaboration of the Year                              | Номинация | [ 39 ]        |
| Asia Artist Awards           | 2024 | Song of the Year                                       | Победа    | [ 40 ]        |
| Asian Pop Music Awards       | 2024 | Best Collaboration (Overseas)                          | Победа    | [ 41 ]        |
| Asian Pop Music Awards       | 2024 | Top 20 Songs of the Year (Overseas)                    | Победа    | [ 42 ]        |
| Asian Pop Music Awards       | 2024 | Song of the Year (Overseas)                            | Номинация | [ 43 ]        |
| iHeartRadio Music Awards     | 2025 | Best Music Video                                       | Номинация | [ 44 ]        |
| Japan Gold Disc Awards       | 2025 | Song of the Year by Streaming (Western)                | Победа    | [ 45 ]        |
| Korean Music Awards          | 2025 | Best K-Pop Song                                        | Номинация | [ 46 ]        |
| Korean Music Awards          | 2025 | Song of the Year                                       | Номинация | [ 47 ]        |
| MTV Video Music Awards Japan | 2025 | Best Collaboration Video (International)               | Победа    | [ 48 ]        |
| MTV Video Music Awards Japan | 2025 | Video of the Year                                      | Номинация | [ 49 ]        |
| Music Awards Japan           | 2025 | Best International Pop Song in Japan                   | Победа    | [ 50 ]        |
| Music Awards Japan           | 2025 | Best of Listeners' Choice: International Song          | Номинация | [ 51 ] [ 52 ] |
| Music Awards Japan           | 2025 | Song of the Year                                       | Номинация | [ 51 ] [ 52 ] |
| NetEase Cloud Music Awards   | 2024 | Hot Collaborative Single of the Year                   | Победа    | [ 53 ]        |
| Philippine K-pop Awards      | 2024 | Best Collaboration of the Year                         | Победа    | [ 54 ]        |
| Webby Awards                 | 2025 | Arts & Entertainment, Social Video Short Form (Social) | Победа    | [ 55 ]        |
| MTV Video Music Awards       | 2025 | Best Art Direction                                     | Ожидается | [ 56 ]        |
| MTV Video Music Awards       | 2025 | Best Collaboration                                     | Ожидается | [ 56 ]        |
| MTV Video Music Awards       | 2025 | Best Direction                                         | Ожидается | [ 56 ]        |
| MTV Video Music Awards       | 2025 | Best Pop                                               | Ожидается | [ 56 ]        |
| MTV Video Music Awards       | 2025 | Best Visual Effects                                    | Ожидается | [ 56 ]        |
| MTV Video Music Awards       | 2025 | Song of the Year                                       | Ожидается | [ 56 ]        |
| MTV Video Music Awards       | 2025 | Video of the Year                                      | Ожидается | [ 56 ]        |

| Программа        | Дата            | Ссылка |
| ---------------- | --------------- | ------ |
| Inkigayo         | 27 октября 2024 | [ 57 ] |
| Inkigayo         | 3 ноября 2024   | [ 58 ] |
| Inkigayo         | 10 ноября 2024  | [ 59 ] |
| M Countdown      | 24 октября 2024 | [ 60 ] |
| M Countdown      | 31 октября 2024 | [ 61 ] |
| Show! Music Core | 2 ноября 2024   | [ 62 ] |
| Show! Music Core | 9 ноября 2024   | [ 63 ] |
| Show! Music Core | 16 ноября 2024  | [ 64 ] |

| Награда                 | Дата            | Ссылка |
| ----------------------- | --------------- | ------ |
| Weekly Popularity Award | 28 октября 2024 | [ 65 ] |
| Weekly Popularity Award | 4 ноября 2024   | [ 66 ] |
| Weekly Popularity Award | 18 ноября 2024  | [ 67 ] |

## Коммерческий успех

### В мире
Песня дебютировала на первом месте в Billboard Global 200 и Global Excl. US, став вторым синглом Розэ и Марса, занявшим первое место в обоих чартах после «On the Ground» (2021) и «Die with a Smile» (2024) соответственно. Розэ, становившаяся в составе Blackpink дважды номером один в Global 200 и трижды в Global Excl. US, стала первой участницей группы с несколькими песнями номер один в качестве сольной исполнительницы, превзойдя Дженни и Лису, у которых было по одной песне в последнем чарте. Тем временем Марс заменил свою песню «Die with a Smile» на вершине чарта и стал первым участником, заменившим себя на первом месте и занял два первых места одновременно в каждом списке со времён «Espresso» и «Please Please Please» Сабрины Карпентер ранее в 2024 году. В Global 200 «Apt.» набрал 224,5 млн потоков и 29 000 продаж по всему миру в период с 18 по 24 октября и стал вторым по количеству потоков за всю историю чарта, уступив лишь 289,2 млн потоков, которые набрал трек BTS «Butter» (2021). Он превзошёл 217,1 млн потоков песни Джонгука «Seven» с участием Латто (2023), 217,1 млн потоков песни Майли Сайрус «Flowers» (2023) и 212,1 млн потоков песни Blackpink «Pink Venom» (2022), достигнув самой большой недели потокового вещания для сольного исполнителя и женского K-pop артиста в истории. В глобальном чарте Global Excl. US (без учёта США) песня дебютировала на первом месте с 200 миллионами потоков и 21 000 продаж за пределами США в период с 18 по 24 октября. Сингл 9 недель подряд возглавлял оба глобальных чарта (28 декабря). После недели на пятом месте во время Рождества песня вернулась на первое место в обоих чартах в 2025 году, продержавшись там десятую-двенадцатую недели не подряд. Таким образом, песня стала пятой в истории, возглавлявшей рейтинг Global 200 в течение 10 или более недель, чего ранее достигали лишь композиции «All I Want for Christmas Is You» (19 недель, Мэрайя Кэри), «As It Was» (15, Гарри Стайлз), «Flowers» (13, Майли Сайрус) и «Stay» (11, The Kid Laroi и Джастин Бибер). Кроме того, эта песня стала четвёртой в истории, которая возглавляла рейтинг Global Excl. US в течение 10 недель, с учётом «All I Want for Christmas Is You» (14 недель), «Flowers» и «As It Was» (по 13); а в феврале установила рекорд в 15 недель.
12 апреля 2025 года песня находилась на первом месте Global Excl. US рекордную 19-ю неделю (не подряд).

### США
В США песня дебютировала на 8-м месте в Billboard Hot 100, став (в лице Розэ) самой успешной для женщин-исполнительниц K-pop (и первой из них в top 10), благодаря чему певица побила рекорд своей же группы по самой высокой позиции в чарте среди исполнительниц из Республики Корея, ранее поставленный совместным с Селеной Гомес треком «Ice Cream» (он дебютировал на 13-м месте в 2020 году). Она присоединилась к группе BTS (у которой 10 хитов в top 10); членам BTS Jung Kook (3) и Jimin (1) как солистам; и певцу PSY (2). Для Бруно Марса это его 20-й хит в top-10 Hot-100, начиная с 2010 года. 11 января 2025 года сингл поднялся на 5-е место в Hot-100, в результате чего песня «APT.» стала первой композицией участницы BLACKPINK (Розэ) в топ-10 в качестве солистки. Розэ вошла в историю как первая исполнительница в жанре K-pop (корейская поп-музыка), попавшая в топ-10, а теперь стала первой исполнительницей, достигшей первой пятёрки
. В последнюю неделю января сингл забрался на третью строчку хит-парада, и Розэ стала первой южнокорейской исполнительницей в топ 3.

### Другие страны
В Канаде, «Apt.» дебютировала на втором месте в Billboard Canadian Hot 100, выше любой песни группы Blackpink.
В Великобритании песня дебютировала на четвёртом месте в UK Singles Chart и побила рекорд Peggy Gou «(It Goes Like) Nanana» (2023) как самый высоко поднявшийся в чарте сингл всех времён от женского исполнителя K-pop. На следующей неделе она побила свой собственный рекорд по самому высокому положению среди сольных исполнительниц K-pop в истории чартов Великобритании, когда «Apt.» поднялся на второе место. Спустя 10 недель нахождения в топ-10 песня вернулась на второе место в январе 2025 года.
В Новой Зеландии песня «Apt.» дебютировала на первом месте в чарте New Zealand Singles Chart, став первым чарттоппером Розэ в стране её рождения и шестым — Марса. В Австралии, где Розэ выросла, песня дебютировала на первом месте в чарте ARIA Singles Chart, сделав Розэ первой сольной звездой K-pop, возглавившей этот чарт со времён Psy «Gangnam Style» (2012). Она стала первой женской сольной звездой K-pop, возглавлявшей когда-либо этот чарт. Ранее она также возглавляла чарт в составе группы Blackpink с песней «Pink Venom» (2022).
В Японии сингл дебютировал 23 октября 2024 года на 96-м месте в Japan Hot 100, но постепенно двигаясь вверх он 20 ноября возглавил чарт Japan Hot 100, став первым за 11 лет и в сумме лишь пятым Западным исполнителем во главе его. Ранее из них японский хит-парад возглавляли Леона Льюис с песней «Bleeding Love» (30 апреля 2008), MIKA с «Blame It on the Girls» (23 сентября 2009), Леди Гага с «Born This Way» (6 апреля 2011) и The Wanted, «Glad You Came» (15 мая 2013). Она также стала первой песней неяпонского исполнителя за последние три года, занимавшей две недели подряд первое место в японском стриминговом чарте Oricon; в последний раз этого добивались BTS с песней «Permission to Dance» в 2021 году.
27 января 2025 года, спустя 100 дней после релиза, песня набрала миллиард прослушиваний в сервисе Spotify, став второй в истории по скорости набора после «Die with a Smile» Бруно Марса и Леди Гаги, набравшей столько же за 96 дней после релиза.
«Apt.» стал 17-м самым продаваемым синглом 2024 года всего за 2 месяца отслеживания, собрав 1 миллиард подписных стрим-потоков по всему миру, согласно данным Международной федерации производителей фонограмм (IFPI).

## Концертные исполнения
Розэ и Марс впервые исполнили песню «Apt.» вживую на церемонии 2024 MAMA Awards в Осаке, Япония, 22 ноября 2024 года. На выступлении, сопровождавшего живым оркестром, пара была одета в одинаковые костюмы и исполняла игривую хореографию. Она также исполнила попурри из этой песни и «Toxic Till the End» на Ночном шоу с Джимми Фэллоном 11 декабря. 22 апреля 2025 года Розэ исполнила песню с группой Coldplay во время их концерта в столице Республики Корея Сеуле. 28 июня 2025 года Розэ вместе с Psy исполнили «Apt.» на стадионе Incheon Asiad Main Stadium в Инчхоне.
Вместе с «Toxic Till the End» и «3am» альбома Розэ «Apt.» входит в сет-лист концертного тура Blackpink. Во второй день концерта Blackpink в Лос-Анджелесе Марс появился на площадке, впервые исполнив песню в концертном формате. А в первый день концерта в Торонто песню исполнила группа Blackpink в полном составе.

## Музыкальный видеоклип
Клип, снятый совместно Марсом и Даниэлем Рамосом, был выпущен вместе с синглом 18 октября 2024 года. В клипе Розэ и Марс представляют выступление в стиле гаражной группы, где они попеременно играют на барабанах и вокале, одетые в одинаковые чёрные кожаные куртки на фоне розовых декораций.
На протяжении всего клипа дуэт танцует и играет в титульную игру, Бруно размахивает руками с корейскими флажками и «смущается» от неожиданного поцелуя Розэ.
30 октября 2024 года за 11 дней и 22 часа клип набрал 200 миллионов просмотров на YouTube, установив рекорд как самый быстрый клип сольной женщины-исполнительницы K-pop-музыки, достигший этой отметки. 22 ноября был достигнут показатель в 400 млн просмотров на YouTube за 35 дней и 14 часов, установивший новый рекорд для певиц в жанре K-pop. 5 декабря клип побил рекорд по количеству просмотров на платформе, достигнув 500 миллионов просмотров быстрее всех K-pop артистов. В дальнейшем песня продолжала бить рекорд по самому быстрому набору просмотров среди южнокорейских музыкальных видео и 31 января 2025 года, спустя 105 дней после релиза, достигла миллиарда просмотров, опередив предыдущего рекордсмена — «Gangnam Style» Сая со скоростью в 158 дней. Клип также стал пятым в истории по скорости набора после «Hello» (Адель, 1 миллиард просмотров всего за 87 дней в 2015 году), «Despacito» (Луис Фонси и Дэдди Янки), «Shape of You» (Эд Ширан) и «Mi Gente» (Джей Бальвин и Уилли Уильямс).

## Участники записи
Список участников взят из примечаний к CD-синглу.
- Розэ — вокал, автор
- Бруно Марс — вокал, автор, продюсер
- Омер Феди — автор, продюсер
- Cirkut — автор, продюсер
- Рогет Чахайед — написание песен, продюсер
- Эми Аллен — автор
- Кристофер «Броуди» Браун — автор
- Филипп Лоуренс — автор
- Терон Томас — автор
- Майкл Чепмен — автор
- Николас Чинн — автор
- Джулиан Васкес — инжиниринг
- Сербан Генеа — микширование
- Bryce Bordone — ассистент по микшированию
- Крис Герингер — мастеринг

## Чарты
| Чарт (2024—2025)                         | Высшая позиция |
| ---------------------------------------- | -------------- |
| Аргентина (Monitor Latino)               | 1              |
| Австралия (ARIA)                         | 1              |
| Австрия (Ö3 Austria Top 40)              | 1              |
| Бельгия/Фландрия (Ultratop 50)           | 1              |
| Бельгия/Валлония (Ultratop 50)           | 1              |
| Боливия (Monitor Latino)                 | 1              |
| Канада (Billboard Canadian Hot 100)      | 2              |
| Канада (Billboard CHR/Top 40)            | 1              |
| СНГ (TopHit)                             | 1              |
| Коста-Рика (Monitor Latino)              | 2              |
| Чили (Monitor Latino)                    | 1              |
| Чехия (Rádio — Top 100)                  | 1              |
| Чехия (Singles Digitál Top 100)          | 3              |
| Дания (Tracklisten)                      | 6              |
| Эстония, Airplay (TopHit)                | 1              |
| Финляндия (Suomen virallinen lista)      | 15             |
| Франция (SNEP)                           | 2              |
| Франция, Airplay (SNEP)                  | 1              |
| Германия (GfK)                           | 1              |
| Мир (Billboard Global 200)               | 1              |
| Мир (Global Excl. US, Billboard)         | 1              |
| Гонконг (Billboard Hong Kong Songs)      | 1              |
| Индия (IMI International Top 20 Singles) | 1              |
| Индонезия (Billboard)                    | 1              |
| Ирландия (IRMA)                          | 3              |
| Израиль (Airplay, Media Forest)          | 1              |
| Венгрия (Editors' Choice Top 40)         | 1              |
| Венгрия (Single Top 40)                  | 5              |
| Исландия (Tónlistinn)                    | 1              |
| Италия (FIMI)                            | 8              |
| Япония (Japan Hot 100)                   | 1              |
| Япония (Combined Singles, Oricon)        | 1              |
| Латвия (Airplay, LaIPA)                  | 1              |
| Латвия (LaIPA)                           | 2              |
| Малайзия (Billboard Malaysia Songs)      | 1              |
| Мексика (Monitor Latino)                 | 1              |
| Нидерланды (Dutch Top 40)                | 1              |
| Нидерланды (Single Top 100)              | 3              |
| Новая Зеландия (Recorded Music NZ)       | 1              |
| Норвегия (VG-lista)                      | 1              |
| Панама (Monitor Latino)                  | 1              |
| Перу (Monitor Latino)                    | 1              |
| Филиппины (Philippines Hot 100)          | 1              |
| Сингапур (RIAS)                          | 1              |
| Республика Корея (Circle)                | 1              |
| Республика Корея (Billboard)             | 1              |
| Россия (Airplay, TopHit)                 | 1              |
| Румыния (Romanian Radio Airplay)         | 1              |
| Румыния (Romania TV Airplay)             | 1              |
| Швеция (Sverigetopplistan)               | 1              |
| Швейцария (Schweizer Hitparade)          | 1              |
| Китайская Республика (Billboard)         | 1              |
| Великобритания (OCC UK Singles)          | 2              |
| США (Billboard Hot 100) ·                | 3              |
| США (Billboard Adult Contemporary)       | 17             |
| США (Billboard Adult Pop Airplay)        | 5              |
| США (Billboard Dance/Mix Show Airplay)   | 13             |
| США (Billboard Latin Airplay)            | 45             |
| США (Billboard Pop Airplay)              | 1              |
| США (Billboard Rhythmic)                 | 35             |

| Чарт (2024)                     | Позиция |
| ------------------------------- | ------- |
| Австралия (ARIA)                | 58      |
| Австрия (Ö3 Austria Top 40)     | 61      |
| СНГ (Airplay, TopHit)           | 71      |
| Мир (Global Singles, IFPI)      | 17      |
| Нидерланды (Dutch Top 40)       | 78      |
| Филиппины (Philippines Hot 100) | 42      |
| Россия (Airplay, TopHit)        | 100     |
| Республика Корея (Circle)       | 25      |
| Швейцария (Schweizer Hitparade) | 97      |
| Мир (TopHit)                    | 7       |

## Сертификации
| Регион | Сертификация  | Продажи       |
| --- | ------------- | ------------- |
| Австралия (ARIA) | 8× Платиновый | 560 000       |
| Австрия (IFPI Austria) | Платиновый    | 30 000        |
| Канада (Music Canada) | 5× Платиновый | 400 000       |
| Дания (IFPI Danmark) | Платиновый    | 90 000        |
| Франция (SNEP) | Бриллиантовый | 333 333       |
| Италия (FIMI) | Золотой       | 50 000        |
| Новая Зеландия (RMNZ) | 3× Платиновый | 90 000        |
| Польша (ZPAV) | 2× Платиновый | 100 000       |
| Португалия (AFP) | 3× Платиновый | 30 000        |
| Испания (PROMUSICAE) | 2× Платиновый | 120 000       |
| Швейцария (IFPI Switzerland) | 2× Платиновый | 60 000        |
| Великобритания (BPI) | 2× Платиновый | 1 200 000     |
| США (RIAA) | Платиновый    | 1 000 000     |
| Стриминг |               |               |
| Япония (RIAJ) | Платиновый    | 100 000 000   |
| Мир | —             | 1,000,000,000 |
| Данные о продажах + прослушиваниях приведены только на основе сертификации. · Данные только о прослушиваниях приведены на основе сертификации. |               |               |

## История релиза
| Регион | Дата            | Формат                               | Лейбл                    | Ссылка          |
| ------ | --------------- | ------------------------------------ | ------------------------ | --------------- |
| Мир    | 18 октября 2024 | CD single digital download streaming | The Black Label Atlantic | [ 186 ] [ 187 ] |

### Комментарии
1. ↑  Название происходит от имени корейской застольной игры apateu (кор. 아파트, «А-па-ту», или «А-пха-тхы»; от слова «apartment», «квартира»), популярной в Корее среди молодёжи. Участники в случайном порядке кладут руки в общую стопку и поочерёдно вытягивают их снизу. Тот, кто первым уберёт руку с определённого номера (квартиры или этажа), названного ведущим (или хозяином), «выигрывает» (обычно он должен выпить)[2].
2. ↑  Номинация за челлендж «Apt.» на YouTube Shorts